# Jenny la tennista
Jenny la tennista (エースをねらえ！?, Ēsu o nerae!, letteralmente "Punta all'ace!") è uno shōjo-spokon manga di Sumika Yamamoto pubblicato tra il 1973 e il 1980. Da esso sono state tratte diverse opere: due serie anime televisive, una nel 1973 e una nel 1978; un film d'animazione nel 1979; due serie di OAV nel 1988 e nel 1989; un videogioco nel 1993 e un dorama nel 2004.
In Italia, la prima serie televisiva è stata trasmessa nel 1981 con il titolo Jenny la tennista, mentre le due serie OAV sono state trasmesse nel 1990 con il titolo Jenny, Jenny, assieme ad una riedizione della prima serie.

## Trama
La storia parla di una ragazza che lotta per diventare una buona tennista: vengono raccontate le avventure sportive e l'amore contrastato di Hiromi Oka (Jenny Nolan nell'adattamento italiano dell'anime), una timida studentessa appassionata di tennis. Inizia a giocare appena entrata al liceo; all'arrivo al prestigioso club cade però immediatamente in soggezione davanti a Reika Ryuzaki (Reika Ross in italiano). Cerca di imitarla e prendere esempio da lei, affascinata com'è da questa ragazza più grande, la quale è oltretutto la miglior giocatrice della squadra scolastica, conosciuta anche come Madame Butterfly per la grazia del suo gioco.
Hiromi pratica con costanza e con grande forza di volontà i corsi di tennis, sport che lei adora, per arrivare a partecipare ai tornei più prestigiosi, e così realizzare il suo sogno di emulare Reika, che tanto stima e ammira. Viene ben presto riconosciuto il suo indubbio e personalissimo talento.
Quando la squadra giunge ad avere un nuovo allenatore, questi si accorge immediatamente del potenziale insito in lei e inizia allora ad addestrarla intensamente per farla diventare una grande campionessa; ma ben presto la ragazza si innamora: spinta da Jin Munakata (Jeremy in italiano) a sacrificare la vita privata in cambio dell'affermazione in campo sportivo, Hiromi trascura il proprio amore per Takayuki Todo (Teddy in italiano), il miglior giocatore del club maschile. Ma di questo ne soffre intensamente.
La sua improvvisa salita alla ribalta ha intanto provocato l'inevitabile gelosia degli altri: Hiromi deve affrontare ogni giorno l'invidia e l'astio nei suoi confronti da parte delle altre giocatrici, soprattutto Kyoko Otowa (Evelyn in italiano), esclusa dal torneo da Jin a favore di Hiromi, tanto da essere oggetto di pettegolezzi, molestie e maldicenze.
Successivamente Hiromi parte per l'America insieme a Reika, Todo e Osaki: lì le due coppie dovranno rappresentare il Giappone in un prestigioso torneo. Durante il soggiorno in America l'allenatore Jin muore di leucemia, ma solo Todo viene a saperlo. Hiromi guadagna il secondo posto, ma la tragica notizia smorza i festeggiamenti e l'entusiasmo. Passano le settimane e Hiromi ormai completamente demotivata passa tutte le sue giornate chiusa in camera. Improvvisamente si fa vivo Katsura, un monaco buddhista, ex-tennista e partner sportivo di Jin, che per rispettare una promessa fatta all'amico sul letto di morte, decide di occuparsi di Hiromi.
Nel frattempo è arrivato il momento per i quattro giovani di decidere se passare al professionismo o meno. Dopo diversi ostacoli Hiromi riesce a raggiungere la completa felicità esaudendo il suo sogno di diventare testa di serie a livello nazionale e recuperando il rapporto col fedele Todo.

## Personaggi
Hiromi Oka (岡 ひろみ?, Oka Hiromi)
- Doppiata da Kousaka Makoto (serie e film), Yuko Mizutani (OAV) (giapponese)
- Doppiata da Piera Vidale (1ª serie italiana)
- Doppiata da Susanna Fassetta (film e 2ª serie italiana)

Jennifer "Jenny" Nolan nella versione italiana dell'anime. Una ragazza di 15 anni matricola di liceo che, come tutte le sue coetanee, è piena di sogni e speranze. All'inizio per lei entrare a far parte del prestigioso club di Tennis della scuola significa solo stare vicino a Takayuki Todo, che lei ama in segreto, e seguire le orme del suo idolo Reika Ryuzaki. Man mano però che il tempo passa la passione per questo sport le farà intraprendere una lunga e dura serie di allenamenti sotto l'occhio attento e scrutatore dell'inflessibile allenatore Jin Munakata, che diverrà la persona più importante e significativa nella sua vita, il quale vede in lei chiare potenzialità da campionessa. Nonostante il carattere impulsivo e un po' infantile, i numerosi sacrifici, le cocenti sconfitte e le felici vittorie non la faranno mai rassegnare, fino a farle raggiungere grandi risultati in ambito sportivo.
Jin Munakata (宗方 仁?, Munakata Jin)
- Doppiato da Nakata Kouji (1ª serie), Naki Nozawa (2ª serie, film e OAV) (giapponese)
- Doppiato da Riccardo Rossi (1ª serie italiana)
- Doppiato da Angelo Maggi (2ª serie italiana)

Jeremy O'Connors nella versione italiana dell'anime. Allenatore di tennis del Nishi High School, è affetto da una leucemia incurabile che lo porterà alla morte da lì a tre anni, ed è già diagnosticato quando decide di dedicarsi anima e corpo ad addestrare una ragazza dal futuro brillante come Hiromi. Nonostante la propria natura severa e inflessibile finirà per affezionarsi profondamente alla ragazza.
Reika Ryuzaki (竜崎 麗香?, Ryūzaki Reika)
- Doppiata da Ikeda Masako (serie e film), Yoshiko Sakakibara (OAV) (giapponese)
- Doppiata da Silvana Sodo (1ª serie italiana)
- Doppiata da Laura Lenghi (2ª serie italiana)

Reika Ross nella versione italiana dell'anime. Conosciuta e sempre chiamata da tutti, quasi fosse il suo vero nome, col soprannome di Madame Butterfly (お蝶夫人?, Ochōfujin) per lo stile di gioco elegante e simile allo svolazzare delle farfalle; è figlia del presidente della federazione tennistica giapponese e si comporta praticamente come una vera e propria diva. Famosa a livello nazionale, Reika diventerà gelosissima di Hiromi, per il talento e a causa del fatto che Jin si dedica completamente alla giovane, lasciandola così in disparte. Alla fine, comunque, le due impareranno a essere amiche.
Ranko Midorikawa (緑川 蘭子?, Midorikawa Ranko)
- Doppiata da Toshiko Sawada (1ª serie), Yanaga Kazuko (2ª serie e film), Eiko Yamada (OAV) (giapponese)
- Doppiata da Stefania Patruno (2ª serie italiana)

Rosy O'Connors nella versione italiana dell'anime. Sorellastra di Jin, Ranko è membro del team nazionale di tennis. D'animo focoso e indomabile, si sottopone ad allenamenti durissimi pur di riuscire a battere la sua avversaria Reika, che nonostante tutto diventerà anche la sua più grande amica. Ha un servizio e prestanza fisica incredibilmente potenti.
Otowa (音羽?, Otowa)
- Doppiata da Yoshiko Ohta (1ª serie), Kazue Komiya (2ª serie e film) (giapponese)
- Doppiata da Stefania Giacarelli (1ª serie italiana)
- Doppiata da Antonella Rendina (2ª serie italiana)

Kyoko Otowa (音羽京子?, Otowa Kyōko) nell'anime e Evelyn nella versione italiana dell'anime. Personaggio tanto triste quanto sconosciuto, di lei sappiamo infatti ben poco: Evelyn è una compagna di tennis di Hiromi e Madame Butterfly, nei confronti della quale ha una grande ammirazione; infatti il suo stile di gioco risulta essere molto simile a quello della diva. Ma per disputare i tornei della federazione Jin non sceglie lei da affiancare a Reika, bensì proprio Hiromi.
Questo evento non andrà inizialmente proprio giù a Otowa che cercherà di infangare il nome di Hiromi a tutti i costi. Ma lei è malata gravemente al braccio destro e ben presto dovrà smettere di giocare: voleva a tutti i costi sfruttare il poco tempo che le rimaneva ancora a disposizione per diventare una grande tennista, cosa questa che Hiromi, seppur involontariamente, le ha impedito. Jin le farà da guida silenziosa verso l'accettazione di Hiromi, di se stessa e dei suoi più reali pregi, facendole cambiare spirito e divenire una delle grandi estimatrici e amiche di Hiromi.
Takayuki Todo (藤堂 貴之?, Tōdō Takayuki)
- Doppiato da Mori Katsuji (serie e film), Kazuhiko Inoue (OAV) (giapponese)
- Doppiato da Massimo Corizza (1ª serie italiana)
- Doppiato da Francesco Bulckaen (2ª serie italiana)

Teddy nella versione italiana dell'anime. Presidente del corpo studentesco e vice-capitano del Tennis club maschile e abilissimo giocatore, un ragazzo sensibile e solare di cui Hiromi era inizialmente innamorata. Tuttavia man mano che Hiromi si concentrerà sempre di più sullo sport, i suoi sentimenti per lui andranno scemando e Takayuki (che a sua volta si innamorerà di Hiromi) diventerà semplicemente un buon amico.
Maki (牧?, Maki)
- Doppiata da Masako Sugaya (giapponese)
- Doppiata da Monica Cadueri (1ª serie italiana)
- Doppiata da Stella Musy (2ª serie italiana)

Maki Aikawa (愛川マキ?, Aikawa Maki) nell'anime e nel dorama (愛川牧?), e Mary nella versione italiana dell'anime. La migliore amica di Hiromi nel corso di tutta la serie. È una ragazza simpatica e spontanea che si comporta come una sorella nei confronti di Hiromi. Anche lei è una tennista, ma non sarà mai invidiosa dei miglioramenti compiuti dalla sua carissima amica.
Takashi Chiba (千葉 鷹志?, Chiba Takashi)
- Doppiato da Osamu Ichikawa (1ª serie), Kazuyuki Sogabe (2ª serie e film), Kenyuu Horiuchi (OAV) (giapponese)
- Doppiato da Riccardo Rossi (1ª serie italiana)
- Doppiato da Stefano Onofri (2ª serie italiana)

Paul, (1ª serie) e Thomas, (2ª serie), nella versione italiana dell'anime. Amico di Takayuki e Yuu, è un fotografo dilettante che lavora per una rivista sportiva. Ovviamente il suo soggetto preferito è Hiromi, anche se sembra avere un'infatuazione per Reika.
Yū Ozaki (尾崎 勇?, Ozaki Yū)
- Doppiato da Michihiru Ikemizu (1ª serie), Shinji Toyota (2ª serie e film), Hideyuki Umezu (OAV) (giapponese)
- Doppiato da Massimo Corizza (1ª serie italiana)
- Doppiato da Riccardo Niseem Onorato (2ª serie italiana)

Norman nella versione italiana dell'anime. È il capitano del club maschile di Tennis della Nishi High School. Migliore amico di Takayuki e Takashi, anche lui è innamorato di Reika.
Daigo Katsura (桂 大悟?, Katsura Daigo)
- Doppiato da Tesshō Genda (giapponese)
- Doppiato da Giuliano Santi (italiano)

Robin Andrews nella versione italiana dell'anime. Un ex tennista e vecchio amico di Jin, al quale promette di continuare ad allenare Hiromi dopo la sua morte.
Goemon (ゴエモン?, Goemon)
Gedeone nella versione italiana della 2ª serie. Il simpatico gattino nero di Hiromi, con il quale si sfoga. Dorme a fianco al letto della padroncina, in una cesta con un cartello con scritto: "Territorio di Goemon" (ゴエモン領?, Goemon-ryō). Successivamente ha anche una compagna, una gatta bianca di nome Cinnamon (シナモン?, Shinamon) da cui ha quattro gattini: due bianchi e due neri.
Soichiro Ryuzaki (竜崎 宗一郎?, Ryūzaki Sōichirō)
- Doppiato da Masayuki Kato (1ª serie), Goro Naya (2ª serie e film), Yuzuru Fujimoto (OAV) (giapponese)
- Doppiato da Mauro Bosco (2ª serie italiana)

Signor Ross nella versione italiana dell'anime. È il padre di Reika e presidente della federazione tennistica giapponese.
Madre di Hiromi
- Doppiata da Emanuela Fallini (italiano)

Benché figuri anche nel manga non compare nella prima serie animata, mentre nel film si sente solo la sua voce. È invece presente nel remake e negli OAV, anche accompagnata dal marito.

## Media

### Manga
Il manga, scritto e disegnato da Sumika Yamamoto, è stato pubblicato dalla Shūeisha sulla rivista shōjo Margaret in due archi: dal gennaio 1973 al 1975 e dal 1978 al febbraio 1980. Successivamente è stato raccolto in 18 volumi. Il manga è stato pubblicato anche in Italia da Panini Comics dal 28 agosto 2003 al 21 aprile 2006. Precedentemente, nel 1983, venne pubblicato dal Corriere dei Piccoli un fumetto realizzato con i fotogrammi dell'anime licenziato da Olympus Merchandising.

### Anime
Le trasposizioni animate sono state prodotte da Tokyo Movie Shinsha e dirette prevalentemente da Osamu Dezaki, eccettuate la serie televisiva del 1978 e la prima serie OAV del 1988, benché abbia partecipato a quest'ultima come supervisore.

#### Serie televisive anime
La prima serie anime Ace o nerae! (エースをねらえ！?, Ēsu o nerae!), trasmessa in Italia prima come Jenny la tennista e poi come Jenny, Jenny, è costituita da 26 episodi ed è stata trasmessa in Giappone dal 5 ottobre 1973 al 29 marzo 1974 su MBS. L'anime copre metà della prima parte del manga e narra le prime avventure della protagonista: dagli estenuanti allenamenti fino alla vittoria contro Madame Butterfly. La serie si sarebbe dovuta originariamente comporre di 52 episodi, che vennero però ridotti alla metà a causa dei bassi ascolti. Tuttavia qualche anno dopo, le repliche dell'anime ottennero dei buoni ascolti, cosa che portò alla produzione di una seconda serie animata.
La seconda serie Shin Ace o nerae! (新・エースをねらえ！?, Shin Ēsu o nerae!, lett. "Nuovo Punta all'ace!"), inedita in Italia, è composta da 25 episodi ed è andata in onda su Nippon Television dal 14 ottobre 1978 al 31 marzo 1979. Contrariamente a ciò che può far pensare il titolo, non si tratta di un sequel della precedente serie, ma di un nuovo adattamento della storia maggiormente fedele alla prima parte del manga, e a differenza della serie del 1973 include anche la morte di Jin.

#### Film d'animazione
Nel 1979 fu prodotto un lungometraggio d'animazione cinematografico, anch'esso intitolato Jenny la tennista (Ēsu o Nerae!). Il film della durata di 88 minuti, venne diretto da Dezaki e realizzato da gran parte dello staff della serie del 1973. Come per la serie del 1978, si tratta di una nuova trasposizione della prima parte del manga.

#### OAV
La prima serie di 13 OAV Ace o nerae! 2 (エースをねらえ! 2?, Ēsu o nerae! 2), trasmessa in Italia come Jenny, Jenny, è stata distribuita da Bandai Visual dal 25 luglio al 25 ottobre 1988, ed è un adattamento della seconda parte del manga realizzato nuovamente dallo staff della prima serie. Vengono narrate la partenza di Hiromi per gli Stati Uniti, la morte di Jin e il ritiro buddhista della protagonista.
La seconda serie di 12 OAV Ace o nerae! Final Stage (エースをねらえ! ファイナルステージ?, Ēsu o nerae! Fainaru Sutēji), trasmessa in Italia sempre come Jenny, Jenny, è stata distribuita da Bandai dal 23 ottobre 1989 al 24 aprile 1990. La storia riprende dalla fine della precedente serie fino alla conclusione della vicenda, e presenta una trama quasi del tutto originale rispetto al manga.

#### Colonna sonora
Sigle di apertura
- Ēsu o nerae! (エースをねらえ！?) di Goh Misawa (musica e arrangiamento), cantata da Kumiko Ohsugi (Ace o nerae!)
- Seishun ni kakero! (青春にかけろ!?) di Kōji Makaino (musica e arrangiamento) e Machiko Ryu (testo), cantata dai VIP (Shin Ace o nerae!)
- Endoresu dorīmu (エンドレス・ドリーム?) di Hiroaki Serizawa (musica), Ken Yajima (arrangiamento) e Machiko Ryu (testo), cantata da Hiroko Moriguchi (Ace o nerae! 2)
- NEVER SAY GOODBYE di Kazuya Izumi (musica), Takayuki Negishi (arrangiamento) e Yoshihiko Ando (testo), cantata da Hiroko Moriguchi (Ace o nerae! Final Stage)

Sigle di chiusura
- Shiroi tenisu kōto de (白いテニスコートで? lett. "Sul bianco campo da tennis") di Goh Misawa (musica e arrangiamento), cantata da Kumiko Ohsugi (Ace o nerae!)
- Ashita ashita ni kō mukatte (明日あしたに向むかって?) di Kōji Makaino (musica e arrangiamento) e Machiko Ryu (testo), cantata dai VIP (Shin Ace o nerae!)
- Tōku kara miteite (遠くから見ていて?) di Hiroaki Serizawa (musica), Ken Yajima (arrangiamento) e Machiko Ryu (testo), cantata da Hiroko Moriguchi (Ace o nerae! 2)
- Manatsu no Arisu (真夏のアリス?) di Ryohei Yamanashi (musica e testo) e Takayuki Negishi (arrangiamento), cantata da Hiroko Moriguchi (Ace o nerae! Final Stage)

Sigle di apertura e di chiusura italiane
- Jeremy and Jenny destra-sinistra di Nico Fidenco (testo, musica e voce) e Carlo Maria Cordio (arrangiamento) (1ª serie italiana)
- Jenny, Jenny di Enzo Draghi (musica) e Alessandra Valeri Manera (testo), cantata da Cristina D'Avena (2ª serie italiana)

Altre canzoni
- Hitoripochi no kōto (ひとりぽっちのコート?) di Goh Misawa (musica e arrangiamento), cantata da Kumiko Ohsugi (Ace o nerae!)
- Itsumo no machikado (いつもの街角?) di Kōji Makaino (musica e arrangiamento) e Machiko Ryu (testo), cantata dai VIP (Shin Ace o nerae!)
- Arukitsukarete (歩き疲れて?) di Kōji Makaino (musica e arrangiamento) e Machiko Ryu (testo), cantata dai VIP (Shin Ace o nerae!)
- Ki ni naru ojōsan (気になるお嬢さん?) di Kōji Makaino (musica e arrangiamento) e Machiko Ryu (testo), cantata dai VIP (Shin Ace o nerae!)
- Oyasumi Goemon (おやすみゴエモン?) di Kōji Makaino (musica e arrangiamento) e Machiko Ryu (testo), cantata dai VIP (Shin Ace o nerae!)
- Ai ni tsutsuma rete (愛に包まれて?) di Kōji Makaino (musica e arrangiamento) e Machiko Ryu (testo), cantata dai VIP (Shin Ace o nerae!)
- MY FANTASY di Kōji Makaino (musica e arrangiamento) e Yoko Narahashi (testo), cantata da Patrick (Shin Ace o nerae!)

#### Edizioni italiane
La prima serie animata: Jenny la tennista, venne trasmessa in Italia solo a partire dal 2 dicembre 1981 da diverse televisioni locali, su distribuzione Telecinevideo, inizialmente riportata dai palinsesti col titolo Jenny e Jeremy, e fu successivamente replicata con il titolo più noto da Italia 1 dal 22 marzo 1982. L'adattamento italiano è caratterizzato dall'utilizzo di nomi e cognomi inglesi per i personaggi. La seconda serie è rimasta invece inedita.
Dal 24 settembre 1990 la prima serie fu nuovamente replicata su Italia 1, all'interno del programma Bim Bum Bam, col titolo Jenny, Jenny e con un nuovo doppiaggio. Sono state incluse in coda le due serie OAV, trasmesse in prima visione e con la medesima sigla, come se si trattasse di un'unica serie di 51 episodi. La trasmissione della seconda serie OAV è terminata su Canale 5 dopo lo spostamento del programma Bim Bum Bam su questo canale. In questa edizione l'adattamento dei nomi dei personaggi rimane pressoché inalterato, ad eccezione di alcuni comprimari, mentre ai dialoghi sono state apportate variazioni minori.

#### Home video
Gli anime di Ace o nerae! sono stati pubblicati numerose volte in Giappone in DVD e Blu-ray da diverse aziende, quali Bandai Visual e Avex.
In Italia è stata distribuita in DVD solo la prima serie, edita da Cinehollywood. I DVD contengono il secondo doppiaggio italiano, e utilizzano la sigla iniziale originale giapponese in apertura e un brano strumentale come sigla finale.

### Videogioco
Ace o nerae! (エーズをねらえ！ Ēsu o Nerae!), sviluppato dalla Nippon Telenet e pubblicato il 22 dicembre 1993 per Super Nintendo in esclusiva per il mercato giapponese, è uno dei videogiochi tratti dallo shōjo manga. Ace o nerae! mette il giocatore nei panni di Hiromi Oka e la trama del gioco tratta dal manga è raccontata, tra un incontro e l’altro, attraverso spezzoni illustrati.

### Dorama
Nel 2004 è stato prodotto anche un dorama in 9 puntate, con Aya Ueto nel ruolo della protagonista, dal titolo Ace o nerae!.

## Accoglienza
Nel sondaggio Manga Sōsenkyo 2021 indetto da TV Asahi, 150 000 persone hanno votato la loro top 100 delle serie manga e Jenny la tennista si è classificata al 44º posto.